# 斯捷波韋 (希羅克區)
47°42′5″N 33°24′1″E / 47.70139°N 33.40028°E
斯捷波韋，是烏克蘭中部的村莊，隸屬第聶伯羅彼得羅夫斯克州的克里維里赫區。該村始建於2003年，距離波季達爾、克拉夫齊和波洛吉4公里，面積1.085平方公里，海拔高度99米，2001年人口1,124。